# Maclovio Herrera, Chihuahua
Maclovio Herrera är en ort i Mexiko.   Den ligger i kommunen Hidalgo del Parral och delstaten Chihuahua, i den centrala delen av landet, 1 100 km nordväst om huvudstaden Mexico City. Maclovio Herrera ligger 1 686 meter över havet och antalet invånare är 190.
Terrängen runt Maclovio Herrera är platt åt nordost, men åt sydväst är den kuperad. Maclovio Herrera ligger nere i en dal. Runt Maclovio Herrera är det mycket glesbefolkat, med 3 invånare per kvadratkilometer. Närmaste större samhälle är Hidalgo del Parral, 4,2 km sydväst om Maclovio Herrera. Omgivningarna runt Maclovio Herrera är i huvudsak ett öppet busklandskap.